# Франклин (округ, Техас)
Округ Франклин (англ. Franklin County) расположен в США, штате Техас. На 2000 год численность населения составляла 9458 человек. По оценке бюро переписи населения США в 2009 году население округа составляло 10 841 человек. Окружным центром является город Маунт-Вернон.

## История
Округ Франклин был сформирован в 1875 году.

## География
Согласно данным Бюро переписи населения США, площадь округа Франклин составляет 739 км².

### Основные шоссе
- Федеральная автострада 30
- Шоссе 67
- Автострада 37

### Соседние округа
- Ред-Ривер  (север)
- Тайтус  (восток)
- Камп  (юго-восток)
- Вуд  (юг)
- Хопкинс  (запад)
- Делта  (северо-запад)

## Демография
По данным переписи населения 2000 года в округе проживало 9458 жителей. Среди них 23,8 % составляли дети до 18 лет, 18,1 % люди возрастом более 65 лет. 50,9 % населения составляли женщины.
Национальный состав был следующим: 92,5 % белых, 5,6 % афроамериканцев, 0,8 % представителей коренных народов, 0,2 % азиатов, 14,2 % латиноамериканцев. 0,9 % населения являлись представителями двух или более рас.
Средний доход на душу населения в округе составлял $17563. 15,4 % населения имело доход ниже прожиточного минимума. Средний доход на домохозяйство составлял $39830.
Также 77,4 % взрослого населения имело законченное среднее образование, а 16,2 % имело высшее образование.